# ロールス・ロイス・シルヴァーゴースト

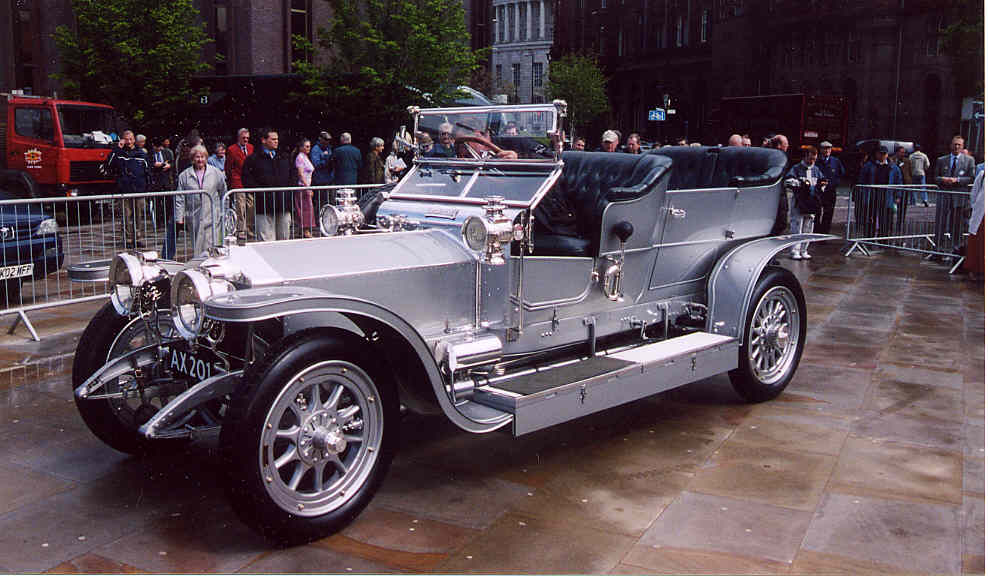
1907年式「オリジナル・シルヴァーゴースト」AX201。同車は過酷なテストに耐え、ロールス・ロイスの名声を確立した。2004年、ロールス・ロイス発祥の地となったミッドランド・ホテル（マンチェスター）のイベントにて撮影

シルヴァーゴースト（Silver Ghost）は、1906年から1925年にかけてイギリスのロールス・ロイスが製造・販売した大型高級乗用自動車「40/50HP」型車の愛称。

## 概要

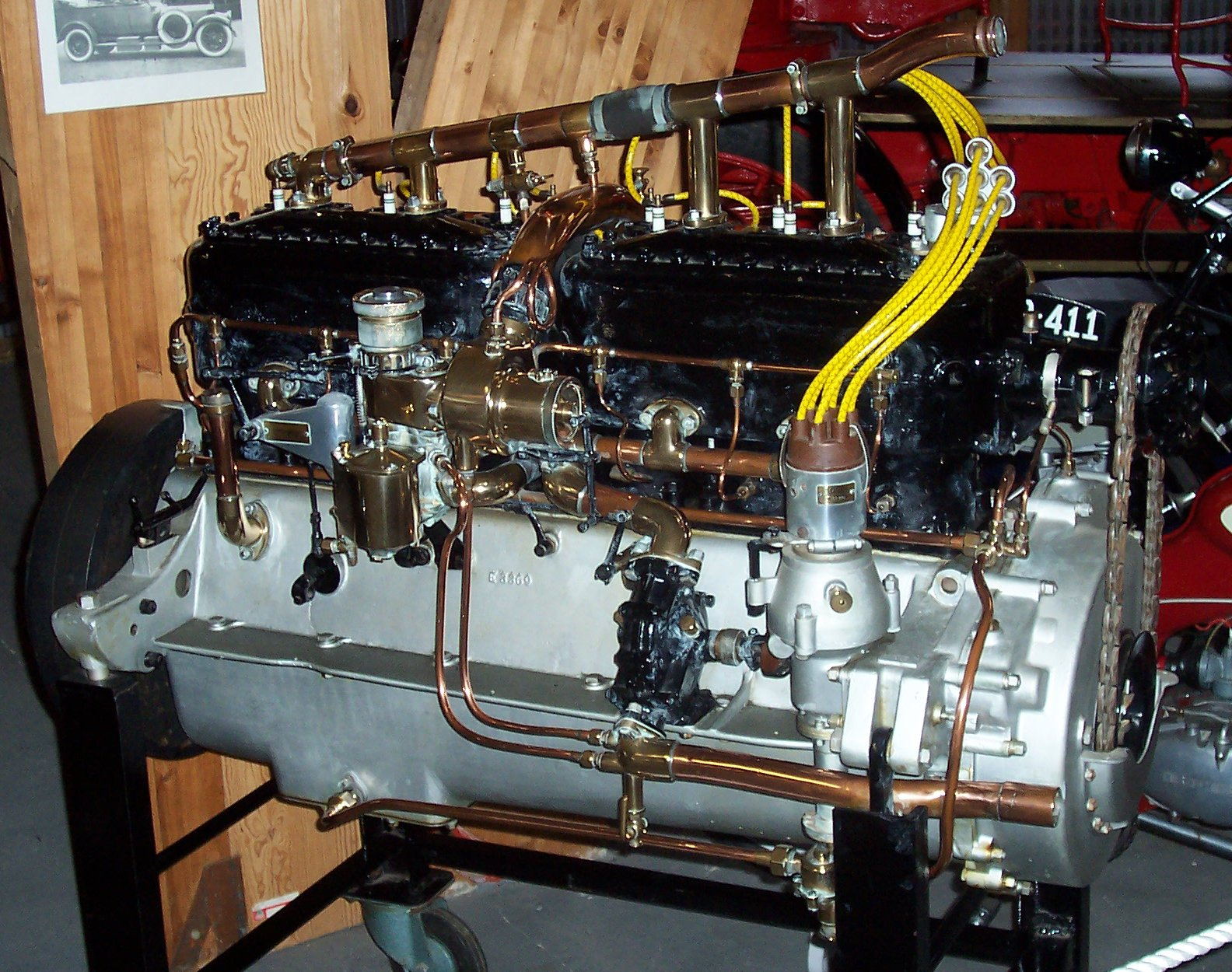
シルヴァー・ゴースト用に開発された直列6気筒サイドバルブエンジン（1910年以降の7.4L型）

全体のメカニズムは発表された1906年の時点でも決して最新鋭とは言えなかったが、材質と工作精度は極めて高い水準であり、特にシャーシ各部分の潤滑・バランスについて入念な配慮が為されていた。
車名「40/50HP」は、当時のイギリスの法律による「課税馬力」40HP級と、実馬力50HP（実馬力は48HPとも）を併記する、第二次世界大戦以前のイギリス車に多く見られたクラス表示である。後年、実出力は70HPかそれ以上に強化されたものの、ロールス・ロイスがエンジンの実出力を公開しなくなったため正確には不明になっている。「40/50HP」のネームは、大型ロールス・ロイスのクラスを表すものとして、後継モデルで実出力が遥かに強化されたファントムIIにも踏襲されている。
当時の自動車専門誌に「エンジンの存在を感じることはなく、八日巻の時計よりも静粛である」と評される程極めて静粛な走りを実現し、最高速度は時速65マイル（約105km/h）以上に達し、高い信頼性を持っていたが、コストがかかる製造法ゆえに前モデル30HPの倍以上である1000ポンドに近い価格になり発売3ヶ月で販売わずかに8台であった。しかし2000マイル・スコティッシュ・トライアルへの参加等でその価値を証明してユーザーからの高い評価を得、ロールス・ロイスの名声を確立した。

## 開発
ロールス・ロイスの創業者のひとりフレデリック・ヘンリー・ロイスによって開発された初期ロールス・ロイス4車種は直列2気筒サイドバルブ2,000 ccエンジン搭載の10HPの設計をベースに気筒数を追加していく手法（いわゆるモジュラーエンジン）でバリエーション（3気筒、4気筒、6気筒）が展開されたものであったが、この系統で1905年に開発された6気筒6,000 ccエンジンを搭載した30HP車は、長い6気筒エンジンに2気筒型そのままの太さのクランクシャフトを用いていたことが仇となり、強度不足で微妙ながら振動が発生する欠陥が生じた。これを克服するため、ロイスは設計を一新した改良型6気筒モデルの開発に着手した。
目標は、メカニズムの面で冒険せず、熟成された優秀なデザインに吟味した素材と正確な加工をあわせて信頼性を実現したうえ、最良のガソリンエンジン車が持っていた活発な走行性に、最良の蒸気車に固有のスタミナと、最良の電気自動車が持っていた静粛性と柔軟性を兼ね備えさせることであった。
開発は1906年夏から冬にかけて行なわれた。試作車が完成するとロイスはしばしばベアシャシに乗って帰宅し、週末に過酷な走行テストを実施した。
この新型車開発におけるロイスの完璧主義を示す逸話として次の事例がある。ある週末のテストでエンジンブロックが割れた際、ロイスは月曜の朝に徒歩で工場に出勤、シリンダーブロック加工場に来るや、そこにあった13個のエンジンブロックを、14ポンドハンマーを振るって片端から叩き壊した。そして断面を仔細に点検し、鋳造時の中子の位置がずれていたことを突き止めると、即座に的確な解決策を指示して立ち去ったという。

## 構造
前モデルの30HPより、堅実だがむしろ保守的であった。
直列6気筒エンジンは強度が確保され、完全にバランスを取った状態で完成されていて、30HP車での強度不足問題をクリアした。キャブレターは1907年にロイスが設計した進歩的な2ステージ式であり、調整は微妙で真鍮のプレートに「ロールス・ロイス社に相談することなく調整してはならない」と書いてあるが、低速・高速のいずれにも対応しかつ長期間にわたって調整不要であり、1934年までそのまま全てのロールス・ロイス車両に使用された。30HPではインテークバルブがOHVとなるFヘッドだったが、40/50HPではインアウトともサイドバルブに変更された。バルブ駆動系回りには消音対策を施し、クランクシャフトのメインベアリングは7ベアリング式（現代の直列6気筒同様）でトーショナル・ダンバーを装備していた。出力より低速トルクと耐久性を重視し圧縮比は3.2と当時としても極めて低かった。完全スクエアの内径×行程φ4.5in(114.3mm)×4.5in(114.3mm)で排気量7,036cc。クランクシャフトは鍛造スチール製ワンピースで総ポリッシュ仕上げがされていた。
トランスミッションはエンジンとは分離され前席の下にあって短いシャフトでエンジンと接続されている。高速巡航を考慮し従来の3速直結型にオーバードライブを加え、当時としては多段の4速MTとされた。シンクロナイザー実用化以前の変速機であるが、入念にギアが磨かれていたため、タイミングさえ合わせればギアはローでも無音で入ったという。
ファイナルドライブのギアは、従来のベベルギアをスパイラルベベルギアに変更し、さらに滑らかな走行が可能になった。
点火系はバッテリーコイルをメイン、マグネトーがサブの二重系統となった。
シャシはテーパーボルトを使って頑丈に組み立てられ、ほとんど緩みが起きなかった。
後車軸とディファレンシャルケースは現代の大型トラックなみの重厚な作りで、多数の小さなボルトで厳重に固定されている。
これらの徹底した対策によって過剰なほどの丈夫さが確保され、ロールス・ロイスは1914年のカタログに3年保証する旨記載している。

## 公開
40/50HPは1906年11月のロンドンオリンピアショーにてデビューしたが、販売台数は3ヶ月でわずかに8台とふるわず、新参メーカーであったロールス・ロイスにとって、販売戦略の構築が課題となった。

## レース参戦

### スコティッシュ・2000マイル・リライアビリティ・トライアル

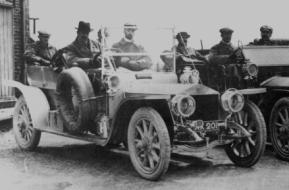
スコティッシュ・トライアルに挑むオリジナル・シルヴァーゴーストAX201。1907年6月撮影

1907年、王立自動車クラブ（RAC）の主催で、スコットランドで「2000マイル・スコティッシュ・トライアル」が開催されることになった。そこでこれを機に、ロールス・ロイス社主で自身レーシング・ドライバーでもあったチャールズ・ロールズらは、トライアル参加を兼ねた、40/50HPの耐久テストを目論んだ。
テスト車となった40/50HP型は製造順12番目、シャーシナンバー60551、ナンバープレート「AX201」。バーカー製オープンボディは1907年3月始めに架装されたもので当初は緑色だったが、ロールス・ロイスのマネージャー、クロード・ジョンソンの特注で銀色に塗り替えられ、通常ニッケルメッキのラジエターシュラウドやウィンドシールドフレーム、ヘッドライトを銀メッキに変更して仕上げられ、極めて静粛なエンジン音とその姿から「シルヴァーゴースト」（The Silver Ghost ）と名付けられた。
1907年6月21日にロンドンを自走で出発したシルヴァーゴースト号は、24日から5日間に渡ってスコティッシュ・トライアルに参加、チャールズ・ロールズたちの運転で2,000マイル（約3,200km）を走破して、速度や信頼性、燃費を総合評価され、金賞を獲得した。その間のトラブルは、走行中の振動で燃料コックが閉じてエンストしたという1回のみであった。

### ロンドン-グラスゴー15000マイル・ノンストップ・ラン
その後、7月1日からロールズ、ジョンソン、会社関係者のエリック・プラットフォードおよびレジナルド・マクレディらの交替運転で、RACの係員添乗のもと、公道での連続耐久テストが開始された。
テストはロンドン-グラスゴー往復を主なコースとして淡々と続いた。燃料補給等やむを得ない理由を除き、ノンストップである。当時の自動車耐久テストにおける最高記録はシドレーが保有していた11,272km（約7,000マイル）であり、当初は10,000マイル走破が目標だったが、シルヴァーゴースト号のコンディションが好調なことから、途中からRACの同意のうえ15,000マイルに目標を上げた。この間トラブルは皆無であった。
昼夜兼行で休みなく過酷な走行を強いられたシルヴァーゴースト号は、8月8日までに14,371マイル(約23,137km)を走りきり、RACの手で分解点検を受けた。
その結果判明した部品の消耗は修理代わずか2ポンド2シリングとごく僅かで実用上全く問題はなく、オイル漏れも起きていなかった。1900年代初頭の自動車としては信じがたいほどの耐久性・信頼性であった。
この成功にちなみ、「シルヴァーゴースト」は40/50HP型全体の愛称として用いられることになった。オリジナルの「AX201」シルヴァーゴースト号は、幾人かのオーナーの手を経て500,000マイル（約800,000km）以上を走破した末、1948年にロールス・ロイスに買い戻され、2016年現在でも走行可能状態で保存されている。

### ロンドン-エディンバラ
1911年には圧縮比を3.2から3.5に上げ、デファレンシャルギアを高速型としたシルヴァーゴーストが、ロンドン-エディンバラ間をトップギアに固定された状態で走破し、燃費は19.35mpg(約9.1km/L)を記録した。そしてそのままブルックランズ・サーキットに向かい、こちらでは平均78.26mph(約125.99km/h)で周回、これは同クラスのライバルであった6.8Lネイピア車が出した記録を上回るものであった。この車両のレプリカは1914年から「ロンドン-エディンバラ・モデル」として市販された。

### アルパイントライアル
1913年、スイス・アルプスで行われたアルパイン・トライアルでは、エンジンを70-75HPにチューニングした強化型のシルヴァーゴーストを3台投入し、1～3位までを独占する成功を収めた。この車両のトランスミッションはレースに適したクロスレシオ・タイプで、変速機は再び4段式となり、トップギアはオーバードライブでなく1.0の直結とされた。このモデルは「アルパイン・イーグル」の名で若干が市販されており、シルヴァーゴーストの中でも最も美しく高性能と言われる。

## 変更点
1909年からオーバードライブが廃止され、当初の4速MTが3速MTになった。20世紀初頭当時は自動車の変速操作自体が難しい作業で、可能ならトップギアにシフトしたまま、エンジンのトルクに任せて低速から高速までアクセル操作だけで運転できるのが望ましい高級車とされていた。ユーザーは積極的なシフトチェンジを敬遠し、迎合する多くのメーカーも一般にトップギアでの柔軟性を誇示しがちで、シルヴァーゴーストもこれに合わせた退歩を余儀なくされたものである。また木製スポーク砲車型ホイールのみだったがワイヤースポークホイールがオプションとして用意された。
1910年、オープンタイプだったプロペラシャフトがトルクチューブ・ドライブ化され、半楕円リーフスプリング支持だったリアサスペンションも1/4カンチレバーリーフへ変更された。エンジンは排気量を7,428ccへ拡大された。
1913年からトランスミッションはオーバードライブでない直結式の4速MTに戻った。
1914年にはヘッドライトがアセチレン灯から電気ライトに変更された。
1919年からセルフスターターを標準搭載した。
1921年に木製スポーク砲車型ホイールが廃止されワイヤースポークホイールのみとなった。
ブレーキは元は後輪のみであったが、1923年、スペインのイスパノ・スイザによって開発されたプロペラシャフト駆動のメカニカルサーボ・ブレーキシステムを搭載して4輪ブレーキ化、高速域からのブレーキ性能を高めた。このブレーキシステムは第二次世界大戦後のロールス・ロイス各車にまで長く踏襲された。

## 実績

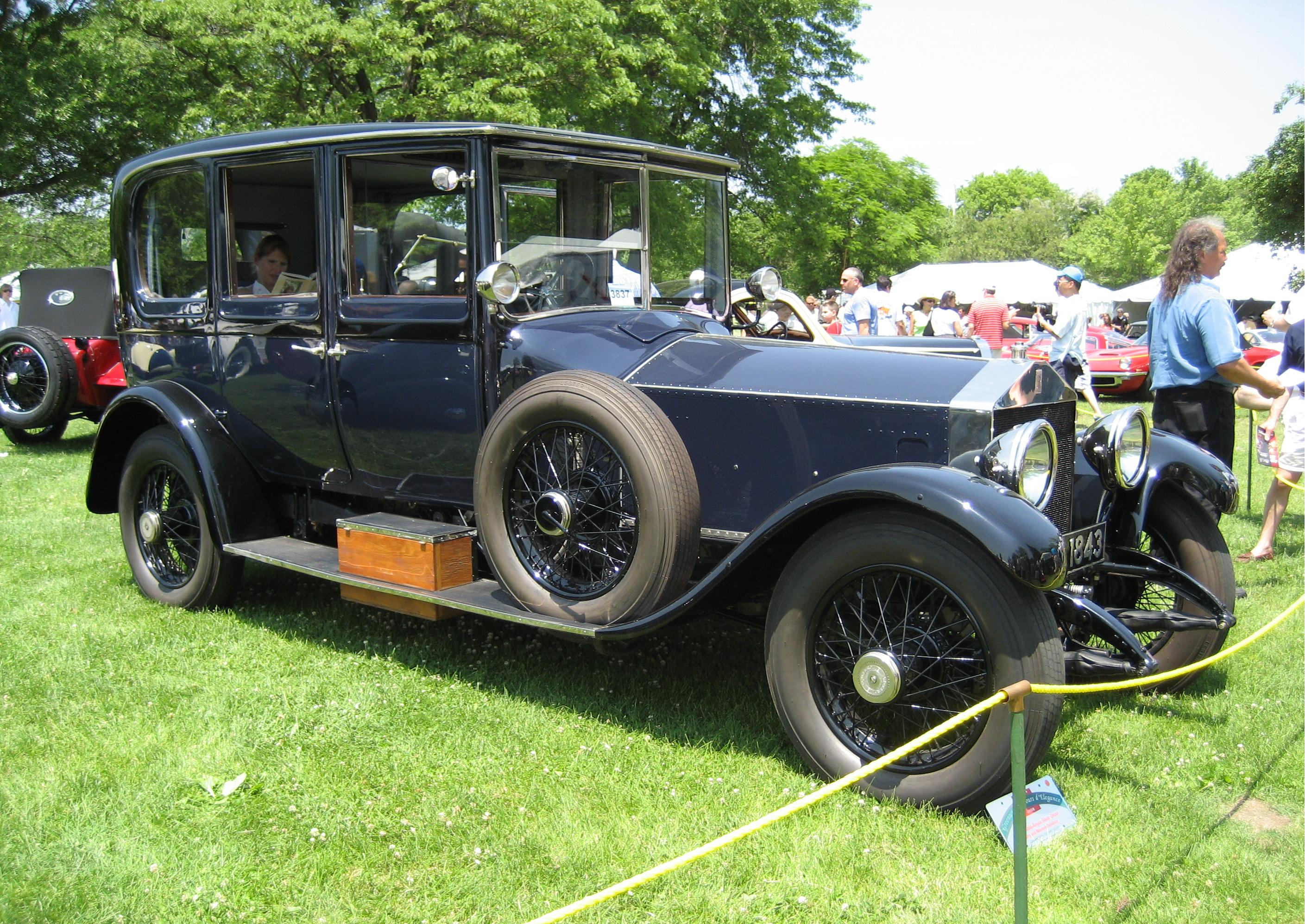
1920年式シルヴァーゴースト・リムジン

レースを通じて信頼性を証明したシルヴァーゴーストは販売面でも好成績を挙げ、ロールス・ロイスは1907年に生産モデルをシルヴァーゴースト一車種に絞り込んだ。イギリス国内のみならず、海外への輸出にも成功した。当初「世界最高の6気筒車」のフレーズで売り出されたが、のちには「6気筒」を除いて「世界最高の自動車」（The best car in the world ）と銘打ち、その名に恥じない性能・耐久性を発揮した。
第一次世界大戦に際してはイギリス軍の大型指揮官車として中型4リッター車のボクスホール「Dタイプ」23/60hpとともに欧州・中近東の各地戦場を疾駆、また軽装甲車のベースとしても実績を収めた。シルヴァーゴーストをベースとするロールス・ロイス装甲車は生産台数こそ多くなかったが、高い耐久性によって20-30年もの間、第一線で運用された。当時、ロールス・ロイスを戦場で愛用した者の一人に、『アラビアのロレンス』ことトーマス・エドワード・ロレンス中佐がいる。彼は晩年、一番欲しいものは?との問いに対し「シルヴァーゴースト1台、それに一生分のタイヤを」と答えたという逸話がある。
第一次世界大戦後も生産は継続され、その極めて高価な価格にもかかわらず、世界各国の王侯貴族や富豪が競って購入した。親英的だった日本皇室も1922年にフーパーが架装したリムジン2台を当時の大正天皇の御料車として輸入、昭和天皇も1932年（昭和7年）にグローサー・メルセデスに換えるまでこれを用いていた。日本に何台輸入されたかは定かではないが、エドワード・アルバート・クリスチャン・ジョージ・アンドルー・パトリック・デイヴィッド（後のエドワード8世）が1922年（大正11年）に来日する際、宮内省がセール・フレーザー商会を通じて送迎用にオープンツアラーを輸入、この個体は後に遅くとも1934年（昭和9年）までには民間に払い下げられた。1924年（大正13年）現在の「東京市自動車番号表」によれば、登録番号210が岩崎小弥太、登録番号218が岩崎久弥、登録番号553がE・ハンター、登録番号1691が久原房三郎、登録番号4146がH・ハンター、登録番号5100が徳川頼倫、以上6台が記載されており、この他神戸で藤田家が所有していたことが確認されている。
第一次世界大戦後アメリカ市場での売れ行きが好調であったため、1920年からはマサチューセッツ州スプリングフィールドに開設されたロールス・ロイスのアメリカ工場でも生産された。
かなりの数の個体が愛好家により保存されており、その中には「ボンネットの上に銀貨を立ててエンジンをかけても倒れない」というテストを易々とパスする個体もあるという。シャシがあまりに丈夫でボディが先に傷んでしまうため、ボディを載せ変えて使われ、最後には病院車や霊柩車に改装されて使用されることが多く、「英国では、誰でも一生に一度はロールス・ロイスに乗れる」というブラックジョークが生まれる程であったが、さらには古い霊柩車を買って、再び普通の乗用車ボディをあつらえて架装する愛好家すら現れた。
1925年までの長きにわたり合計6,173台が生産された。当時滅多に存在しなかった精密な技術と高い工作水準はその後の自動車工業全体に大きな影響を与え、現在の安価で維持が容易な量産車が産まれるきっかけとなった。後継モデルはシルヴァーゴーストの基本設計の多くを踏襲しつつ、より強力なOHVエンジンを搭載した「ファントムI」である。
2009年、かねてから200EXの名でコンセプトカーとして出品されていた「ベイビー・ロールス」がゴーストと命名、市販されることが明らかとなった。84年振りに「ゴースト」の名が復活したことになる。